# Az Egyesült Királyság hőmérsékleti rekordjainak listája
Az Egyesült Királyság hőmérsékleti rekordjainak listája az Egyesült Királyságban a meteorológiai mérések kezdete óta eltelt időszak kiugróan magas, illetve kiugróan alacsony hőmérsékleti értékeit tartalmazza. A listában naponkénti felbontással, hónapokra lebontva olvashatóak az adott naphoz tartozó nappali csúcshőmérsékletek és éjszakai minimum hőmérsékleti értékek.

## Az Egyesült Királyság hőmérsékleti rekordjainak listája

### Január
| Január |            |          |                       |      |            |          |            |    |
| Nap    | Minimum °C | Helyszín | Megjegyzés            | Év   | Maximum °C | Helyszín | Megjegyzés | Év |
| 10.    | -27,2      | Braemar  | Skócia helyi rekordja | 1982 | --         | --       | --         | -- |
| 11.    | -26,1      | Newport  | Anglia helyi rekordja | 1982 | --         | --       | --         | -- |
| 21.    | -23,3      | Rhayader | Wales helyi rekordja  | 1940 | --         | --       | --         | -- |

### Február
| Február |            |          |                       |      |            |             |                       |      |
| Nap     | Minimum °C | Helyszín | Megjegyzés            | Év   | Maximum °C | Helyszín    | Megjegyzés            | Év   |
| 11.     | -27,2      | Braemar  | Skócia helyi rekordja | 1895 | --         | --          | --                    | --   |
| 25.     | --         | --       | --                    | --   | +20,6      | Trawsgoed   | Wales helyi rekordja  | 2019 |
| 26.     | --         | --       | --                    | --   | +21,2      | Kew Gardens | Anglia helyi rekordja | 2019 |

### Március
| Március |            |          |            |    |            |                       |                       |      |
| Nap     | Minimum °C | Helyszín | Megjegyzés | Év | Maximum °C | Helyszín              | Megjegyzés            | Év   |
| 19.     | --         | --       | --         | -- | +21,8      | Kew Gardens           | Anglia                | 2005 |
| 25.     | --         | --       | --         | -- | +22,8      | Fyvie Castle          | Skócia helyi rekordja | 2012 |
| 29.     | --         | --       | --         | -- | +25,6      | Mepal, Cambridgeshire | Anglia helyi rekordja | 1968 |

### Április
Az áprilisi legmagasabb hőmérsékleti rekord 29,4 Celsius-fok volt 1949-ben.
| Április |            |          |            |    |            |                          |                           |      |
| Nap     | Minimum °C | Helyszín | Megjegyzés | Év | Maximum °C | Helyszín                 | Megjegyzés                | Év   |
| 19.     | --         | --       | --         | -- | 29,1       | St. James’s Park, London | Rekord közeli hőmérséklet | 2018 |

### Június
| Június |            |          |            |    |            |             |                               |      |
| Nap    | Minimum °C | Helyszín | Megjegyzés | Év | Maximum °C | Helyszín    | Megjegyzés                    | Év   |
| 30.    | --         | --       | --         | -- | 38,1       | Knockarevan | Észak-Írország helyi rekordja | 1976 |

### Július
A valaha mért legmagasabb nappali hőmérséklet július hónapban +36,7 °C volt 2019. július 25-éig, aztán aznap 38,1 Celsius fokot mértek Cambridgeben.
| Július |            |          |            |    |            |                            |                                                       |      |
| Nap    | Minimum °C | Helyszín | Megjegyzés | Év | Maximum °C | Helyszín                   | Megjegyzés                                            | Év   |
| 1.     | --         | --       | --         | -- | +36,7      | London Heathrow            | Anglia                                                | 2015 |
| 12.    | --         | --       | --         | -- | +36,7      | Shaw's Bridge, Belfast     | Észak-Írország helyi rekordja                         | 1983 |
| 19.    | --         | --       | --         | -- | 40,3       | London, Heathrow Repülőtér | Az Egyesült Királyságban mért legmagasabb hőmérséklet | 2022 |

### Augusztus
| Augusztus |            |          |            |    |            |                 |                      |      |
| Nap       | Minimum °C | Helyszín | Megjegyzés | Év | Maximum °C | Helyszín        | Megjegyzés           | Év   |
| 2.        | --         | --       | --         | -- | +35,2      | Hawarden Bridge | Wales helyi rekordja | 1990 |
| 9.        | --         | --       | --         | -- | 32,9       | Greycrook       | Skócia helyi rekorja | 2003 |

### December
| December |            |            |                       |      |            |          |            |    |
| Nap      | Minimum °C | Helyszín   | Megjegyzés            | Év   | Maximum °C | Helyszín | Megjegyzés | Év |
| 30.      | -27,2      | Altnaharra | Skócia helyi rekordja | 1995 | --         | --       | --         | -- |

### Megdőlt rekordok
| Augusztus |            |          |    |            |                                                   |      |
| Nap       | Minimum °C | Helyszín | Év | Maximum °C | Helyszín                                          | Év   |
| 9.        | --         | --       | -- | +36,7      | Raunds, Northamptonshire, Canterbury, Kent, Epson | 1911 |